# Li Yajun
Li Yajun (chinesisch 黎雅君, Pinyin Lí Yǎjūn; * 27. April 1993) ist eine chinesische Gewichtheberin. Sie wurde 2013 Weltmeisterin in der Gewichtsklasse bis 53 kg Körpergewicht.

## Werdegang
Li Yajun, eine 20-jährige Athletin aus Guangdong wurde im Oktober 2013 in Wrocław Weltmeisterin in der Gewichtsklasse bis 53 kg. Ihre Zweikampfleistung betrug dabei 221 kg (100–121). Auch mit ihren Leistungen im Reißen und Stoßen gewann sie den Weltmeistertitel, weil sie einige Gramm leichter war als Cristina Iovu, einer für Aserbaidschan hebende Moldawierin, die die gleichen Leistungen erzielte. Nachträglich wurde dann Cristina Iovu wegen Dopings vom internationalen Gewichtheber Verband disqualifiziert.
Für Li Yajun war der Start bei dieser Weltmeisterschaft der erste bei einer internationalen Meisterschaft. Sie war erst zu Beginn des Jahres 2013 in die Spitzenklasse der chinesischen Gewichtheberinnen in dieser Gewichtsklasse aufgestiegen. Im März 2013 startete sie bei der chinesischen Meisterschaft und belegte dort mit einer Leistung von 215 kg (100–115) hinter Li Ping, 220 kg (100–120) und Zhang Wangqiong, 215 kg (95–120) den 3. Platz.
Den Startplatz in der chinesischen Mannschaft erkämpfte sich Li Yajun bei den chinesischen Nationalspielen im September 2013 in Shenyang. Sie siegte dort mit 227 kg (105–122) vor Li Yan, 222 kg (101–121) und Zhang Wangqiong, 221 kg (98–123). Dabei lag ihre Leistung im Reißen von 105 kg um 2 kg über dem bestehenden Weltrekord. Da dieser Wettkampf aber kein internationaler war, konnte ihre Leistung vom Gewichtheber-Weltverband (IWF) nicht als offizieller Weltrekord anerkannt werden.

## Internationale Erfolge
| Jahr | Platz | Wettbewerb    | Gewichtsklasse | Ergebnisse |
| 2013 | 1.    | WM in Wrocław | bis 53 kg      | mit 221 kg (100–121), vor Sopilla Tanasan, Thailand, 203 kg (91–112) und Kittima Sutanan, Thailand, 200 kg (86–114) |

## WM-Einzelmedaillen
- WM-Goldmedaillen: 2013/Reißen – 2013/Stoßen

## Nationale Wettkämpfe
| Jahr | Platz | Wettbewerb                             | Gewichtsklasse | Ergebnisse                                                                                  |
| 2011 | 2.    | Chinesische Meisterschaft              | bis 53 kg      | mit 217 kg (98–119), hinter Ji Jing, 220 kg (100–120), vor Li Yan, 217 kg (99–118)          |
| 2013 | 3.    | Chinesische Meisterschaft              | bis 53 kg      | mit 215 kg (100–115), hinter Li Ping, 220 kg (100–120) und Zhang Wangqiong, 215 kg (95–120) |
| 2013 | 1.    | Chinesische Nationalspiele in Shenyang | bis 53 kg      | mit 227 kg (105–122), vor Li Yan, 222 kg (101–121) und Zhang Wangqiong, 221 kg (98–123)     |

Erläuterungen
- alle Wettkämpfe im Zweikampf, bestehend aus Reißen und 'Stoßen
- WM = Weltmeisterschaft